# سید محمود کاظمی‌دینان
سید محمود کاظمی دینان (۱۳۱۸ - ۱۳۸۶) سیاست‌مدار ایرانی اهل آمل بود، که در ادوار سوم، چهارم و ششم مجلس شورای اسلامی به‌عنوان نماینده حوزهٔ انتخابیهٔ شهرستان آمل، از استان مازندران در مجلس شورای اسلامی حضور داشت.

## زندگی و تحصیلات
سید محمود کاظمی دینان در ۷ خرداد ۱۳۱۸ در روستای دینان از توابع شهرستان آمل متولد شد. نسب پدریش به امامزاده ابراهیم ابن روح‌الله بن زرین کیا ابن موسی مبرقع ابن محمد تقی جوادالائمه می‌رسد. تحصیلات ابتدایی را در روستای دینان سپری نمود و به دلیل اشتغال پدرش (سید ضیاء الدین) در محله امام زاده یحیی تهران، تحصیلات متوسطه را در مدارس دانش و دارالفنون تهران گذراند. وی در ادامه در دانشسرای تخصصی کشاورزی مامازن ورامین مشغول به تحصیل شد.
پس از پایان تحصیلات دانشسرا به استخدام آموزش و پرورش درآمد و مدیریت دبیرستان‌های پویینک ورامین و اسلامی محمدی در تهران را برعهده گرفت.
همچنین وی دارای تحصیلات حوزوی در نزد علمای حوزه علمیه همچون احمد مجتهدی تهرانی  و لیسانس مدیریت دولتی بود.

## فعالیت‌های سیاسی
به دلیل حضور در مراسم‌های فدائیان اسلام و سخنرانی‌های نواب صفوی، آشنایی با اهداف و تفکرات انقلابی داشت و با شروع تحرکات انقلابی روح اله خمینی در سال ۱۳۴۲، وی نیز به این تحرکات و فعالیت‌های انقلابی پیوست. وی در روستای زادگاه خود مکتب الجواد را تأسیس و راه اندازی نمود که مکتبی اعتقادی - سیاسی جهت مبارزه با رژیم پهلوی و ترویج تفکرات انقلابی خمینی بود.
پس از انقلاب ۱۳۵۷ ایران به لاریجان مهاجرت کرده و مسئولیت آموزش و پرورش منطقه لاریجان را برعهده گرفت. از دیگر فعالیت‌های سیاسی وی پایه‌گذاری بسیج منطقه لاریجان بود.
وی در سه دوره در مجلس سوم، چهارم و ششم به عنوان نماینده آمل و لاریجان راهی مجلس شد. کاظمی دینان که با فعالیتهای فرهنگی و مذهبی خود ارتباط مناسبی با بدنه اجتماع مذهبی داشت، توانست وارد مجلس شود اما چکیده فعالیت او بعد از فعالیت در مجلس مورد نقد مردم قرار گرفت. در دوره فعالیت وی به عنوان نماینده مجلس، جدایی محمودآباد از آمل، انتقال آب آمل به بابل و عدم کارایی در دریافت بودجه برای پروژه عمرانی شهر از نکات منفی کارنامه اوست.
در ۲۷ آبان ۱۳۴۳ با فرزند خانواده‌ای مذهبی وصلت نمود. که حاصل آن چهار پسر و دو دختر بود. (به ترتیب: سید امیرعباس، سیده طاهره، سید امیر حمزه، سیده لیلی (فاطمه)، سید ضیاء الدین (مهدی) و سید مرتضی ) می‌باشند که دو تن از این پسرها به نام‌های سید امیرعباس کاظمی‌دینان (۱۳۴۵، تهران - ۱۳۶۲، جزیره مجنون) و سید امیر حمزه کاظمی‌دینان (۱۳۴۹، تهران - ۱۳۶۴، فاو)، در طول جنگ ایران و عراق در دفاع از میهن کشته شدند.
در تاریخ ۱۵ بهمن ۱۳۸۶ پس از تحمل ماه‌ها بیماری سخت درگذشت و در روستای دینان آمل به خاک سپرده شد.

## سمت‌ها
- نماینده مردم شهرستان آمل در سه دوره مجلس شورای اسلامی[۱][۳]
- فرمانده سابق سپاه پاسداران شهرستان آمل[۱]
- رئیس سابق آموزش و پرورش منطقه لاریجان[۱][۳]
- مشاور اجرایی شهردار سابق تهران در سالهای ۱۳۶۳ -۱۳۶۷ [۱]
- دبیر اول نمایندگان استان مازندران ( به مدت ۷ سال)[۱]
- مشاور سابق وزیر بازرگانی در دولت هفتم[۱]
- عضو سابق هیئت مدیره مؤسسه فرهنگی - آموزشی سپهر معرفت[۱]
- ریاست شورای ایثارگران سازمان صدا و سیمای جمهوری اسلامی سالهای ۱۳۸۳ - ۱۳۸۶ [۱]

## دیدار رهبری با خانواده کاظمی‌دینان
در تاریخ ۱۷ بهمن ۱۳۹۲ مقارن با ششمین سالگرد فوت سید محمود کاظمی‌دینان، سید علی خامنه‌ای ، رهبر جمهوری اسلامی ایران با حضور در منزل وی با همسر و فرزندان کاظمی‌دینان دیدار و پس از گفتگویی صمیمانه و تجلیل از این خانواده، یک جلد قرآن مجید با دستنوشته‌ای از خود در ابتدای آن را به همسر کاظمی دینان اهدا کرد.